# Rasra
Rasra é uma cidade  no distrito de Ballia, no estado indiano de Uttar Pradesh.

## Geografia
Rasra está localizada a 25° 51′ N, 83° 51′ L. Tem uma altitude média de 55 metros (180 pés).

## Demografia
Segundo o censo de 2001, Rasra continha uma população de 29,263 habitantes. Os indivíduos do sexo masculino constituiam 52% da população e os do sexo feminino 48%. Rasra tem uma taxa de literacia de 64%, superior à média nacional de 59.5%: a literacia no sexo masculino é de 69% e no sexo feminino é de 58%. Em Rasra, 17% da população está abaixo dos 6 anos de idade.